# Мокшанский район
Мокша́нский райо́н — административно-территориальная единица (район) и муниципальное образование (муниципальный район) в Пензенской области России. Административный центр — рабочий посёлок Мокшан.

## География
Мокшанский район расположен на севере Пензенской области, граничит с Республикой Мордовия, Иссинским районом, на востоке — с Лунинским и Бессоновским районами, на юге — с Пензенским и на западе — с Каменским и Нижнеломовским районами Пензенской области. Площадь района составляет 2200 км².

### Природа
Территория Мокшанского района расположена на обширной Сурско-Мокшанской гряде, находящейся между бассейнами рек Суры и Мокши. Весь земельный массив района представляет широковолнистую равнину, вытянутую в направлении с юго-востока на северо-запад. Природный памятник Большая Ендова создан для сохранения природных комплексов луговых, настоящих и опустыненных степей, а также некоторых видов редких растений.

Территория района относится к умеренному географическому поясу, входит в пределы Средне-Русской провинции, лесостепной зоны. 
Гидрографическая сеть района представлена реками, ручьями, озерами, прудами. Самой крупной рекой в районе является река Мокша, берущая начало в пределах района и впадающая за пределами Пензенской области в реку Ока.
Преобладают выщелочные черноземы, серые и темно-серые лесные и луговые почвы.
Район обладает значительными запасами лесных ресурсов, которые занимают около 14,5% территории района. Имеются такие природные ресурсы, как месторождения кирпичной глины, строительных песков, известняка.

## История
История Мокшанского района начинается с основания в 1679 году города-крепости Пензенской засечной черты – Мокшан. Мокшан (Мокшанск) на границе ХVII и ХVIII столетий был небольшой, но достаточно надежной крепостью. С 1708 по 1719 г. был приписным городом Казанской губернии, а в 1780 году сделан уездным городом Пензенского наместничества, в 1798 году упразднен и сделан заштатным городом Саратовской губернии, в 1801 году снова упразднен и сделан уездным городом.
Мокшанский район образован 16 июля 1928 года в составе Пензенского округа Средне-Волжской области. В него вошла большая часть территории бывшего Мокшанского уезда Пензенской губернии.
С 1929 по 1935 годы район в составе Средневолжского (Куйбышевского) края, с 1936 по 1937 годы — в Куйбышевской области. 27 ноября 1937 года район включён в состав Тамбовской области. В феврале 1939 года передан из Тамбовской области в состав вновь образованной Пензенской области.
С 1943 по 1963 год из состава района был выделен Нечаевский район.
30 ноября 1956 года к Мокшанскому району была присоединена часть территории упразднённого Головинщинского района, а 12 октября 1959 года — часть территории упразднённого Голицынского района.
В соответствии с Законом Пензенской области от 2 ноября 2004 года № 690-ЗПО в районе образовано 1 городское и 15 сельских поселений (сельсоветов), установлены границы муниципальных образований.
22 декабря 2010 года в соответствии с Законом Пензенской области № 1992-ЗПО были упразднены Алексеевский, Потьминский и Юловский сельсоветы с включением их территорий в состав других сельсоветов.

## Население
| 1939    | 1959    | 1970    | 1979    | 1989    | 2002    | 2009    |
| ------- | ------- | ------- | ------- | ------- | ------- | ------- |
| 42 909  | ↘37 309 | ↗42 638 | ↘36 085 | ↘33 008 | ↘30 929 | ↘28 735 |
| 2010    | 2011    | 2012    | 2013    | 2014    | 2015    | 2016    |
| ↘28 033 | ↘27 930 | ↘27 806 | ↗27 954 | ↘27 556 | ↘27 262 | ↘26 861 |
| 2017    | 2018    | 2021    |         |         |         |         |
| ↘26 622 | ↘26 033 | ↘24 813 |         |         |         |         |

По национальному составу: русские - 92%, мордва - 4,7%, проживают также татары, украинцы, чуваши, белорусы и представители других национальностей.

### Урбанизация
В городских условиях (рабочий посёлок Мокшан) проживают 44,32 % населения района.

## Административное деление
В Мокшанский район как административно-территориальное образование входят 1 рабочий посёлок (пгт) и 12 сельсоветов.
В муниципальный район входят 13 муниципальных образований, в том числе 1 городское поселение и 12 сельских поселений
| №        | Муниципальное образование | Административный центр | Количество населённых пунктов | Население | Площадь, км2 |
| -------- | ------------------------- | ---------------------- | ----------------------------- | --------- | ------------ |
| 1e-06    | Городское поселение:      |                        |                               |           |              |
| 1        | рабочий посёлок Мокшан    | рабочий посёлок Мокшан | 3                             | ↘11 694   | 11,62        |
| 1.000002 | Сельские поселения:       |                        |                               |           |              |
| 2        | Богородский сельсовет     | село Богородское       | 3                             | ↘1357     | 94,14        |
| 3        | Елизаветинский сельсовет  | село Елизаветино       | 3                             | ↗564      | 81,93        |
| 4        | Засечный сельсовет        | село Засечное          | 6                             | ↘560      | 156,47       |
| 5        | Нечаевский сельсовет      | село Нечаевка          | 9                             | ↘1833     | 173,70       |
| 6        | Плесский сельсовет        | село Плесс             | 12                            | ↘1266     | 228,74       |
| 7        | Подгорненский сельсовет   | село Подгорное         | 5                             | ↘835      | 148,45       |
| 8        | Рамзайский сельсовет      | село Рамзай            | 5                             | ↗2499     | 81,88        |
| 9        | Успенский сельсовет       | село Успенское         | 5                             | ↗500      | 158,28       |
| 10       | Царевщинский сельсовет    | село Царевщино         | 12                            | ↘620      | 356,32       |
| 11       | Чернозерский сельсовет    | село Чернозерье        | 16                            | ↘1343     | 262,87       |
| 12       | Широкоисский сельсовет    | село Широкоис          | 7                             | ↘743      | 216,40       |
| 13       | Юровский сельсовет        | село Юровка            | 8                             | ↘999      | 253,38       |

## Населённые пункты
В Мокшанском районе 94 населённых пункта.
| №  | Населённый пункт   | Тип             | Население | Муниципальное образование |
| -- | ------------------ | --------------- | --------- | ------------------------- |
| 1  | Азясь              | село            | ↘29       | Успенский сельсовет       |
| 2  | Алексеевка         | село            | ↘251      | Чернозерский сельсовет    |
| 3  | Бездонный          | посёлок         | 1         | Плесский сельсовет        |
| 4  | Беликово           | село            | ↘68       | Царевщинский сельсовет    |
| 5  | Белогорка          | село            | ↘13       | Царевщинский сельсовет    |
| 6  | Березовка          | посёлок         | 7         | Царевщинский сельсовет    |
| 7  | Бибиково           | село            | ↘60       | Засечный сельсовет        |
| 8  | Богородское        | село            | ↗848      | Богородский сельсовет     |
| 9  | Большая Хомяковка  | деревня         | 2         | Подгорненский сельсовет   |
| 10 | Варварино          | деревня         | 104       | Елизаветинский сельсовет  |
| 11 | Войково            | посёлок         | 5         | Царевщинский сельсовет    |
| 12 | Волынский          | посёлок         | 37        | Чернозерский сельсовет    |
| 13 | Воронцовка         | деревня         | 0         | Засечный сельсовет        |
| 14 | Воронье            | село            | ↘32       | Юровский сельсовет        |
| 15 | Выглядовка         | деревня         | 32        | Елизаветинский сельсовет  |
| 16 | Георгиевский       | посёлок         | 12        | Чернозерский сельсовет    |
| 17 | Городище           | посёлок         | 4         | Чернозерский сельсовет    |
| 18 | Дачный             | посёлок         | 51        | Плесский сельсовет        |
| 19 | Дмитриевка         | село            | ↘220      | Подгорненский сельсовет   |
| 20 | Долгоруково        | село            | ↘569      | Чернозерский сельсовет    |
| 21 | Доможировка        | деревня         | 5         | Нечаевский сельсовет      |
| 22 | Елизаветино        | село            | ↘469      | Елизаветинский сельсовет  |
| 23 | Елизино            | село            | ↘0        | Царевщинский сельсовет    |
| 24 | Заводской          | посёлок         | 17        | Чернозерский сельсовет    |
| 25 | Замокшинский       | посёлок         | 1         | Плесский сельсовет        |
| 26 | Заречная           | деревня         | ↗315      | Юровский сельсовет        |
| 27 | Засечное           | село            | ↘354      | Засечный сельсовет        |
| 28 | Знаменское         | село            | ↘194      | Плесский сельсовет        |
| 29 | Истоки             | посёлок         | 64        | Юровский сельсовет        |
| 30 | Кера               | деревня         | 18        | Успенский сельсовет       |
| 31 | Керенка            | село            | 29        | Юровский сельсовет        |
| 32 | Коммуна            | посёлок         | 5         | Чернозерский сельсовет    |
| 33 | Красное Польцо     | посёлок         | ↗706      | рабочий посёлок Мокшан    |
| 34 | Краснополье        | посёлок         | 37        | Нечаевский сельсовет      |
| 35 | Красные Озерки     | посёлок         | 17        | Чернозерский сельсовет    |
| 36 | Красный Кордон     | посёлок         | 6         | рабочий посёлок Мокшан    |
| 37 | Кругловка          | деревня         | 0         | Чернозерский сельсовет    |
| 38 | Кульмановка        | село            | ↘0        | Широкоисский сельсовет    |
| 39 | Липяги             | деревня         | 8         | Нечаевский сельсовет      |
| 40 | Литомгино          | село            | ↘8        | Нечаевский сельсовет      |
| 41 | Лопатино           | село            | ↘43       | Царевщинский сельсовет    |
| 42 | Малиновка          | посёлок         | 12        | Царевщинский сельсовет    |
| 43 | Марфино            | село            | ↘147      | Плесский сельсовет        |
| 44 | Медаевка           | посёлок         | 42        | Чернозерский сельсовет    |
| 45 | Мирный             | посёлок         | ↘170      | Юровский сельсовет        |
| 46 | Михайловка         | село            | ↘320      | Плесский сельсовет        |
| 47 | Мокрые Вражки      | посёлок         | 3         | Нечаевский сельсовет      |
| 48 | Мокрый             | посёлок         | 6         | Плесский сельсовет        |
| 49 | Мокшан             | рабочий посёлок | ↘10 997   | рабочий посёлок Мокшан    |
| 50 | Мордовская Муромка | село            | ↘3        | Широкоисский сельсовет    |
| 51 | Муратовка          | село            | ↘204      | Царевщинский сельсовет    |
| 52 | Нечаевка           | село            | ↘1962     | Нечаевский сельсовет      |
| 53 | Николаевка         | деревня         | 37        | Плесский сельсовет        |
| 54 | Николо-Азясь       | село            | ↘11       | Нечаевский сельсовет      |
| 55 | Новая Поляна       | посёлок         | 31        | Чернозерский сельсовет    |
| 56 | Новоникольское     | село            | ↘16       | Широкоисский сельсовет    |
| 57 | Озерки             | село            | ↘44       | Подгорненский сельсовет   |
| 58 | Октябрь            | посёлок         | 8         | Широкоисский сельсовет    |
| 59 | Отрада             | деревня         | 36        | Нечаевский сельсовет      |
| 60 | Отрадный           | посёлок         | 110       | Успенский сельсовет       |
| 61 | Панкратовка        | деревня         | 43        | Царевщинский сельсовет    |
| 62 | Парижская Коммуна  | посёлок         | ↘286      | Юровский сельсовет        |
| 63 | Пичуевка           | деревня         | 3         | Плесский сельсовет        |
| 64 | Плесс              | село            | ↘502      | Плесский сельсовет        |
| 65 | Плодовый           | посёлок         | 21        | Богородский сельсовет     |
| 66 | Подгорное          | село            | ↗726      | Подгорненский сельсовет   |
| 67 | Порецкое           | деревня         | 11        | Царевщинский сельсовет    |
| 68 | Пословка           | разъезд         | 7         | Нечаевский сельсовет      |
| 69 | Потьма             | село            | ↗489      | Широкоисский сельсовет    |
| 70 | Потьминский        | посёлок         | 87        | Чернозерский сельсовет    |
| 71 | Пяша               | деревня         | ↘181      | Рамзайский сельсовет      |
| 72 | Пяша               | разъезд         | 92        | Рамзайский сельсовет      |
| 73 | Рамзай             | село            | ↘1953     | Рамзайский сельсовет      |
| 74 | Рамзай             | станция         | ↘143      | Рамзайский сельсовет      |
| 75 | Решительный        | посёлок         | 11        | Подгорненский сельсовет   |
| 76 | Русская Муромка    | село            | ↘38       | Плесский сельсовет        |
| 77 | Симбухово          | село            | ↘602      | Богородский сельсовет     |
| 78 | Синцево            | село            | ↘39       | Широкоисский сельсовет    |
| 79 | Скачки             | село            | ↘321      | Плесский сельсовет        |
| 80 | Соловьёвка         | посёлок         | 2         | Чернозерский сельсовет    |
| 81 | Сумароково         | село            | ↘212      | Засечный сельсовет        |
| 82 | Трудовик           | посёлок         | 15        | Рамзайский сельсовет      |
| 83 | Труженик           | посёлок         | 86        | Юровский сельсовет        |
| 84 | Успенское          | село            | ↘341      | Успенский сельсовет       |
| 85 | Фатуевка           | село            | ↘44       | Успенский сельсовет       |
| 86 | Хоненево           | село            | ↘94       | Засечный сельсовет        |
| 87 | Царевщино          | село            | ↗551      | Царевщинский сельсовет    |
| 88 | Черниговка         | деревня         | 39        | Засечный сельсовет        |
| 89 | Чернозерье         | село            | ↘849      | Чернозерский сельсовет    |
| 90 | Чурдюмка           | деревня         | 5         | Чернозерский сельсовет    |
| 91 | Широкоис           | село            | ↘532      | Широкоисский сельсовет    |
| 92 | Юлово              | село            | ↘136      | Царевщинский сельсовет    |
| 93 | Юровка             | село            | ↗156      | Юровский сельсовет        |
| 94 | Ясная Поляна       | посёлок         | 21        | Чернозерский сельсовет    |

Упразднённые населённые пункты:
- 2001 год — поселок Песчанка[26]; поселок Владыкино Елизаветинского сельсовета, поселок Городок, деревня Орловка, железнодорожная станция Симанщина Нечаевского сельсовета, поселок Александровский Подгорненского сельсовета, деревни Белоключевка, Новостройка Успенского сельсовета[27].

- 2004 год — село Черниговка, поселки Моховой и Калиновка[28].

- 2015 год — деревня Воронцовские Выселки Засечного сельсовета[29].

## Транспорт
Через район проходит автомагистраль М5 «Урал» Москва—Челябинск, имеются 3 железнодорожные станции: Рамзай, Пяша, Симанщина.

## Палеоантропология
Возраст останков мужчины, найденного жителем Мокшанского района на своём участке, составляет примерно 3 тыс. л. н. Возможно он является представителем срубной культурно-исторической общности.

## Достопримечательности
- На территории рекреационного комплекса «Чистые пруды» близ Рамзая находится скульптурный парк «Легенда», известный ежегодным проведением международных скульптурных симпозиумов. В парке «Легенда» имеется 275 уникальных произведений из мрамора, гранита, дерева, металла, бронзы, выполненных 178 скульпторами из 59 стран мира.